# Ve législature des Cortes de Castille-La Manche
La Ve législature des Cortes de Castille-La Manche est un cycle parlementaire des Cortes de Castille-La Manche, d'une durée de quatre ans, ouvert le 7 juillet 1999 à la suite des élections du 13 juin précédent, et clos le 1er avril 2003.

## Bureau des Cortes
| Poste                    | Titulaire      | Parti | Parti | Circonscription |
| ------------------------ | -------------- | ----- | ----- | --------------- |
| Président                | Antonio Marco  |       | PSOE  | Guadalajara     |
| Première vice-présidente | Lourdes Varea  |       | PSOE  | Albacete        |
| Second vice-président    | Jesús Garrido  |       | PP    | Ciudad Real     |
| Premier secrétaire       | Mario Mansilla |       | PSOE  | Ciudad Real     |
| Second secrétaire        | César Gómez    |       | PP    | Tolède          |

## Groupes parlementaires
| Nom | Nom               | Début | Fin | Porte-parole                                                                         |
| --- | ----------------- | ----- | --- | ------------------------------------------------------------------------------------ |
|     | Groupe socialiste | 26    | 26  | Francisco Belmonte Emiliano García-Page (22/03/2000) Francisco Belmonte (06/03/2001) |
|     | Groupe populaire  | 21    | 20  | Miguel Ángel Montserrat Leandro Esteban (10/10/2002)                                 |
|     | Non-inscrits      | -     | 1   | Albertina Oria                                                                       |

## Commissions parlementaires

### Initiales
| Commission | Président                 | Parti | Parti | Circonscription |
| --- | ------------------------- | ----- | ----- | --------------- |
| Commissions permanentes législatives                                                                                        |                           |       |       |                 |
| Commission des Affaires générales                                                                                           | Cristina Quintana         | PSOE  |       | Ciudad Real     |
| Commission de l'Économie et des Finances                                                                                    | Marina Moya               | PP    |       | Cuenca          |
| Commission de l'Agriculture et de l'Environnement                                                                           | Rosa Chazarra             | PSOE  |       | Cuenca          |
| Commission du Bien-être social                                                                                              | Ana Gómez                 | PSOE  |       | Cuenca          |
| Commission de l'Éducation et de la Culture                                                                                  | Carmen Romera             | PSOE  |       | Albacete        |
| Commission de l'Éducation et de la Culture                                                                                  | Isabel Rosas (22/03/2022) | PSOE  |       | Cuenca          |
| Commission de l'Industrie                                                                                                   | Florentino García         | PSOE  |       | Guadalajara     |
| Commission des Travaux publics                                                                                              | Mercedes Giner            | PSOE  |       | Tolède          |
| Commission de la Santé | Teresa Lizcano            | PSOE  |       | Ciudad Real     |
| Commissions permanentes non-législatives                                                                                    |                           |       |       |                 |
| Commission du Règlement et du Statut du député                                                                              | Antonio Marco             | PSOE  |       | Guadalajara     |
| Commission du Contrôle de RTVCM (10/12/2001)                                                                                | Pilar Sánchez             | PSOE  |       | Guadalajara     |
| Commissions non-permanentes                                                                                                 |                           |       |       |                 |
| Commission d'étude sur le fleuve Taje (05/02/2001)                                                                          | Cruz Aguirre              | PSOE  |       | Guadalajara     |
| Commission d'étude sur le fonctionnement, la situation et les besoins de l'administration régionale de justice (19/06/2001) | Cristina Quintana         | PSOE  |       | Ciudad Real     |

## Gouvernement et opposition
| Candidat         | Date                                       | Vote       |      |    | Résultat |
| Candidat         | Date                                       | Vote       | PSOE | PP | Résultat |
| José Bono (PSOE) | 14 juillet 1999 (majorité absolue requise) | Oui        | 26   |    | 26 / 47  |
| José Bono (PSOE) | 14 juillet 1999 (majorité absolue requise) | Non        |      | 21 | 21 / 47  |
| José Bono (PSOE) | 14 juillet 1999 (majorité absolue requise) | Abstention |      |    | 0 / 47   |

## Désignations

### Sénateurs
| Parti | Parti | Sénateurs désignés      | Voix |
| ----- | ----- | ----------------------- | ---- |
| PSOE  |       | Fernando López Carrasco | 26   |
| PP    |       | Agustín Conde Bajén     | 20   |

- Désignation : 23 juillet 1999.